# Lithacodia falsa
Lithacodia falsa är en fjärilsart som beskrevs av Butler 1885. Lithacodia falsa ingår i släktet Lithacodia och familjen nattflyn. Inga underarter finns listade i Catalogue of Life.